# National Party (Sambia)
National Party (Kürzel NP; deutsch Nationale Partei) ist eine historische politische Partei in Sambia.

## Entwicklung
Die NP wurde im August 1993 gegründet. In der Nachwahl 1993/94 konnte sie vier Mandate in der Nationalversammlung Sambias erringen. Ihr Vorsitzender war erst Baldwin Nkumbula, dann Daniel Lisulo.
Die NP ist eine Gründung prominenter Mitglieder des Movement for Multiparty Democracy gewesen, die dieses verlassen hatte, nachdem Nkumbula in der Wahl zum stellvertretenden Vorsitzenden des MMD Levy Mwanawasa unterlegen war. Anfangs konnte die NP viele Oppositionelle in sich vereinigen. Der Tod von Baldwin Nkumbula erwies sich jedoch als Ende der Partei. Die NP ging 1999 in der Zambia Alliance for Progress auf.